# Darcy O'Brien
Darcy O'Brien (Los Angeles, 16 luglio 1939 – Tulsa, 2 marzo 1998) è stato uno scrittore statunitense.

## Biografia
Figlio degli attori George O'Brien e Marguerite Churchill, Darcy O'Brien nasce il 16 luglio 1939 a Los Angeles.
Dopo aver conseguito un B.A. all'Università di Princeton e un master con dottorato di ricerca all'Università della California - Berkeley, ottiene una borsa di studio del programma Fulbright prima d'iniziare ad insegnare all'Università di Tulsa nel 1977.
Esordisce nella narrativa nel 1977 con il romanzo autobiografico Una vita come le altre con il quale ottiene il Premio PEN/Hemingway per il migliore esordio.
Autore di romanzamenti da sceneggiature, romanzi e saggi di argomento criminale, nel 1997 è insignito di un Edgar Award per Power to Hurt.
Insegnante d'inglese presso il Pomona College di Claremont, muore il 2 marzo 1998 nella sua casa a Tulsa a causa di un infarto.

## Opere principali
- Una vita come le altre (A Way of Life, Like Any Other, 1977), Milano, Rizzoli, 2012 traduzione di Eleonora Cadelli ISBN 978-88-17-05765-3.
- Attimo per attimo (Moment by Moment), Milano, Sperling & Kupfer, 1979 traduzione di Grazia M. Griffini ISBN 88-200-0062-8.
- The Silver Spooner (1981)
- Two of a Kind: The Story of the Hillside Stranglers (1985)
- Murder in Little Egypt (1989)
- Margaret in Hollywood (1991)
- A Dark and Bloody Ground (1993)
- Power to Hurt (1996)
- The Hidden Pope (2001)
- The Conscience of James Joyce (2016)

## Adattamenti televisivi
- Gli strangolatori della collina (The Case of the Hillside Stranglers) regia di Steve Gethers (1989) (basato sul libro Two of a Kind: The Hillside Stranglers)

## Premi e riconoscimenti
- Premio PEN/Hemingway: 1978 vincitore con Una vita come le altre
- Premio Edgar per il miglior saggio: 1997 vincitore con Power to Hurt